# 흡혈귀 사냥꾼
흡혈귀 사냥꾼 또는 뱀파이어 헌터(Vampire hunter)는 흡혈귀(뱀파이어)를 퇴치하는 것을 목적으로 하는 사람을 가리키는 호칭이다. 동유럽과 러시아의 전설에 등장하는 흡혈귀와 인간의 혼혈아로, 흡혈귀를 다룬 작품에서 그 지식과 능력으로 흡혈귀를 상대하는 존재로 그려지는 경우가 많다. 각각 흡혈귀를 쫓는 이유는 가족이나 친구의 복수, 자신의 출생에 관한 비밀이거나 작품에 따라 다양한 이유가 있다. 흡혈귀를 다룬 작품에서 많이 나오는 유형이다.

## 캐릭터
- 마블 코믹스 - 블레이드
- 솔로몬 케인
- 에이브러햄 반 헬싱
- 조너선 하커